# Thomas Høegh
Thomas Kromann Høegh (født 19. marts 1985) er en dansk professionel fodboldspiller, hvis position er midtbane eller forsvarer.

## Spillerkarriere
Høegh fik sin fodboldopdragelse i Gladsaxe-klubben Akademisk Boldklub, hvor han optrådte på flere af klubbens ungdomshold i perioden 1996-2002. Som 17-årig ungsenior skiftede han til Silkeborg IF, hvor han trænede med førsteholdet, men opnåede kun at spille kampe for Silkeborg IFs reservehold i bl.a. Danmarksserien (DS). For andetholdet var Thomas Høegh med til at vinde holdets DS-pulje i både 2003/04 og 2004/05-sæsonen, men holdet rykkede først op i 2. division i 2004/05-sæsonen grundet Dansk Boldspil-Unions daværende reglement for den tredjebedste række, som ændredes med opdelingen af rækken i en øst- og vestpulje fra og med 2005/06-sæsonen. Efter tre år vendte han i sommerpausen 2005 derfor tilbage til barndomsklubbens førstehold – nu placeret i den næstbedste fodboldrække.
Efter en halv sæson hos akademikerne med fortrinsvist spilletid på klubbens reservehold i Kvalifikationsrækken, skiftede Høegh til 2. divisionsklubben Værløse Boldklub inden forårssæsonen 2006. Høegh debuterede den 13. april 2006 i forbindelse med premierekampen på hjemmebane mod Glostrup F.K. få dage efter han var ankommet til klubben (den sidste uge i marts). I tiden hos Værløse Boldklub valgte den daværende cheftræner fortrinsvist at anvende ham som en del af forsvarskæden (i en position som venstre back).
Venstrebensspilleren stoppede i Værløse Boldklub efter holdets nedrykning til den fjerdebedste fodboldrække og valgte i stedet at fortsætte spillerkarrieren hos 2. divisionskollegaerne B.93 i sommerpausen 2006. I Høeghs første sæson med Østerbro-klubben fik han hurtigt tilspillet sig en fast plads på førsteholdets midtbane og noterede i debutsæsonen sig for 25 optrædener med tre scoringer (herunder et enkelt pokalmål samt to divisionsmål) til følge. I efteråret 2007 scorede Høegh to gange og deltog i 15 ud af 16 mulige pokal- og divisionskampe (undtagelsen var ved udebanekampen mod BSV den 20. oktober).
Det blev samlet til halvanden sæson for årstalsklubben inden Høegh i vinterpausen 2007/08 blev hentet til den nyligt nedrykkede 2. divisionklub Fremad Amager, der på dette tidspunkt var placeret på en førsteplads i øst-puljen. En sæson blev det til inden Thomas vendte hjem til B.93. I foråret 2011 skiftede Thomas til Hvidovre, som rykkede ud af 1. division. I efteråret 2011 skiftede Thomas så til FC Roskilde (1. division). 13. december 2011 offentliggjorde B.93 så endnu engang at Thomas er tilbage i B.93, hvor han er en af de bærerende kræfter på holdet.

## Titler/hæder

### Klub
- Silkeborg IF (2. hold):
  - Vinder af Danmarksserien, Pulje 2 2003/04
  - Vinder af Danmarksserien, Pulje 2 2004/05

## Ekstern kilde/henvisning
- Spillertrup på b93prof.dk Arkiveret 20. august 2014 hos  Wayback Machine